# Wielka Wieś (powiat konecki)
Wielka Wieś – wieś w Polsce położona w województwie świętokrzyskim, w powiecie koneckim, w gminie Stąporków.
W latach 1975–1998 miejscowość należała administracyjnie do województwa kieleckiego.
Przez Wielką Wieś przechodzi  niebieski szlak turystyczny z miejscowości Pogorzałe do Kuźniaków.
14 października 1943 poległ tu, w wyniku zdrady, bohater Ziemi Koneckiej, ppor. cichociemny Waldemar Szwiec „Robot” (komendant II Zgrupowania Partyzanckiego AK „Ponury”) oraz żołnierze jego pocztu osłonowego. Miejsce upamiętniono 21 lipca 1957 r. pomnikiem ufundowanym przez ojca „Robota”.
Wierni kościoła rzymskokatolickiego należą do parafii św. Wawrzyńca w Niekłaniu Wielkim.